# مجزرة ميكتيل
مجزرة بني شنقول هي مجزرة وقعت في غرب أثيوبيا في منطقة ميكتيل ووصلت حصيلت القتلى إلى 207 قتيل. وردت الحكومة الاثيوبية على منفذي المجزرة وقتلت 42 عسكري منهم.

## تفاصيل
وقعت مجزرة وحرق للمنازل ليلاً من 22 إلى 23 ديسمبر 2020 في بيكوجي كيبيلي بمنطقة ميتيكل. وقال الشاهد تسفاهون أموجن إن السكان أحاطوا بـ500 مسلح. قال إنه تم «إخطار قوات الأمن بشكل متكرر»، ووصلت بعد مغادرة المهاجمين.
وردت الحكومة الاثيوبية على منفذي المجزرة وقتلت 42 مسلح.